# 五十嵐力
五十嵐 力（いがらし ちから、1874年（明治7年）11月22日 - 1947年（昭和22年）1月11日）は、日本の国文学者。号は巴千。修辞学・国文学・国語学の領域で多くの業績を残した。
日本の近代修辞学史上、最も多くの修辞学関係書を著した人物である。

## 略歴
山形県生まれ。1894年7月、東京専門学校卒業。翌年『早稲田文学』記者に就任。近松同人研究会の一員として、坪内逍遙の指導を受ける。卒業後10年ほどは国文学から離れるが、逍遙の勧めで国文学研究に戻る。1901年、東京専門学校講師。1920年、新たに設置された早稲田大学文学部国文科主任教授に就任。後に文学部学部長を勤めた。1945年、自宅の甲鳥園が空襲によって焼失し、早稲田大学文学部内の五十嵐記念文庫も焼失した。
早稲田大学着任以降、他校の教員を兼任することなく、病気や公用を除いて講義を休講することもなかった。学生の作文を全て添削する丁寧な指導は評判を呼び、多くの文壇人を送り出した。

## 著書

### 単著
- 『文章講話』早稲田大学出版部、1905年6月。NDLJP:865338。
- 『常識修辞学 作文応用』文泉堂・服部書店、1909年10月。NDLJP:864876。
- 『新文章講話』早稲田大学出版部、1909年10月。NDLJP:864974。
  - 『新文章講話』（縮刷7版）早稲田大学出版部、1916年8月。NDLJP:925243。
- 『実習新作文』早稲田大学出版部、1910年5月。NDLJP:864835。
- 『新国文学史』早稲田大学出版部、1912年5月。NDLJP:903420。
- 『国定読本文章之研究』二松堂書店、1912年5月。NDLJP:812152。
- 『趣味の伝説』二松堂書店、1913年6月。NDLJP:947459。
- 『作文三十三講』早稲田大学出版部、1913年11月。NDLJP:949461。
- 『半農生活』弘学館書店、1914年6月。NDLJP:933551。
- 『我が書翰』至文堂、1916年1月。NDLJP:936202。
- 『高等女子新作文』大日本図書、1916年5月。
- 『株式閑話』信義堂、1916年8月。
- 『中等新作文参考書』至文堂書店、1917年2月。
- 『半農生活』弘学館書店、1917年4月。NDLJP:933551。
- 『八重葎』敬文堂書店、1917年4月。NDLJP:956221。
- 『評釈国文史』博文館、1919年9月。NDLJP:947628。
- 『修辞学大要』斯文書院、1923年7月。NDLJP:943247。
  - 『修辞学綱要』啓文社、1935年3月。NDLJP:1121764。
- 『平家物語の新研究』春秋社〈早稲田文学パンフレット 第1輯第2編〉、1923年10月。
  - 『平家物語の新研究』（改訂増補）春秋社〈春秋文庫 第1部 第56〉、1933年3月。NDLJP:1126789。
- 『甲鳥園随筆』銀鈴社、1924年5月。NDLJP:981668。
- 『国歌の胎生及び発達』早稲田大学出版部、1924年8月。NDLJP:982956。
- 『甲鳥園書簡集』斯文書院、1924年10月。NDLJP:1016769。
- 『文章概論』松陽堂〈文章講習叢書〉、1924年11月。
- 『国語の愛護』早稲田大学出版部、1928年4月。
  - 『国語の愛護』白水社、1938年11月。
  - 『国語の愛護』川本茂雄校訂、講談社〈講談社学術文庫 532〉、1981年3月。
- 『野草集』酒井雄文堂、1928年5月。
- 『我が三大国民道』早稲田大学出版部、1929年12月。
- 『軍記物語研究』早稲田大学出版部、1931年3月。NDLJP:1119468。
  - 『軍記物語研究』岩波書店〈岩波講座日本文学 第4巻3〉、1932年3月。
- 『国語の愛護・部分品』早稲田大学出版部、1933年11月。
- 『国語と読書』千葉県図書館〈千葉県図書館叢書 第6輯〉、1935年6月。
- 『六十一茎集』早稲田大学出版部、1935年11月。
- 『我執転々記』東宛書房〈学芸随筆 第8巻〉、1936年11月。
- 『古文学の与ふべき二三の教訓』新更会刊行部〈新更論集〉、1937年1月。NDLJP:1095458。
- 『平安朝文学史』 巻3、東京堂、1937年6月。
- 『節々深義を含んで全体はさらりと』岩波書店〈岩波講座国語教育〉、1937年8月。
- 『平安朝文学史』 巻4、東京堂、1939年7月。
- 『戦記文学』河出書房〈日本文学大系 第9巻〉、1939年8月。NDLJP:1116174。
- 『古文学に現れたる日本精神 大和民族の持つ三つの無限性』教学局〈教学叢書 第10輯〉、1941年3月。
- 『日本伝説集』第一書房、1942年2月。
- 『大日本古典の偉容』道統社、1942年10月。NDLJP:1069486。
- 『国歌の胎生及び発達』博文館〈博文館文化選書〉、1943年8月。
- 『平家物語』至文堂〈青少年日本文学〉、1943年9月。NDLJP:1169092。
- 『国歌の胎生及び発達』改造社、1948年12月。NDLJP:1127401。
- 『ふるさとの民話』第二書房、1956年9月。
- 岡一男 編『源氏物語と文芸科学 自叙伝的に』教育社、1974年11月。

### 編集
- 渋谷鴻南『渋谷鴻南遺稿』鈴木源次郎、1901年4月。NDLJP:903386。

### 翻訳・現代語訳
- エー・アール・テーロル『児童の研究』金尾文淵堂、1906年3月。NDLJP:809406。
- 『大鏡』非凡閣〈現代語訳国文学全集 第10巻〉、1938年1月。NDLJP:1114440。
- 和泉式部『昭和完訳 和泉式部日記』白鳳出版社〈白鳳選書 第1篇〉、1947年8月。
- 『昭和完訳 源氏物語』 第1巻、菁柿堂、1948年10月。NDLJP:1129583。
- 『昭和完訳 源氏物語』 第2巻、菁柿堂、1950年1月。NDLJP:1129592。

### 校閲
- 田中豊 編『銀山の銀と温泉』田中豊、1932年12月。
- 修文館編輯部 編『模範中等書翰文』修文館、1934年12月。

### 共著
- 五十嵐力、稲毛詛風『謡曲文学講話・オイッケン、ベルグソン哲学講話』文学普及会〈早稲田文学社文学普及会講話叢書 第3編〉、1914年7月。NDLJP:948893。
- 五十嵐力、中村星湖『国語教授論・現代文学概論』日本女子高等学院明治文学研究会〈明治文学パンフレット〉、1934年2月。
- 五十嵐力、岡一男『枕草子精講 研究と評釈』学燈社、1954年9月。

### 作品集

#### 五十嵐力集
- 『野草集』酒井雄文堂〈五十嵐力集 第1〉、1928年5月。
- 『我れおもしろ』酒井雄文堂〈五十嵐力集 第2〉、1928年8月。
- 『遠近』酒井雄文堂〈五十嵐力集 第3〉、1928年10月。
- 『水茎』酒井雄文堂〈五十嵐力集 第4〉、1929年5月。
- 『雲来去』酒井雄文堂〈五十嵐力集 第5〉、1929年10月。
- 『口碑珠玉』酒井雄文堂〈五十嵐力集 第6〉、1930年5月。

#### 記念論文集等
- 早稲田大学文学部 編『日本古典新攷 五十嵐力博士記念論集』東京堂、1944年10月。
- 『五十嵐力先生御夫妻を偲ぶ』五十嵐力先生御夫妻追悼録刊行会、1980年8月。